# Берне (Сарт)
Берне (фр. Bernay) је насељено место у Француској у региону Лоара, у департману Сарт.
По подацима из 2011. године у општини је живело 479 становника, а густина насељености је износила 46,32 становника/km².

## Демографија
| 1962. | 1968. | 1975. | 1982. | 1990. | 2011. |
| ----- | ----- | ----- | ----- | ----- | ----- |
| 518   | 458   | 432   | 391   | 393   | 479   |